# Hassiba Boulmerka
Hassiba Boulmerka (Arabisch: حسيبة بولمرقة) (Constantine, 10 juli 1968) is een voormalige Algerijnse atlete. Ze maakte vooral furore door als eerste Algerijn(se) een olympische titel te winnen.

## Loopbaan
Boulmerka begon reeds op jonge leeftijd met hardlopen (atletiek), waarbij ze zich specialiseerde in de 800 m en 1500 m. Ondanks haar aanvankelijk matige tijden won Hassiba al vrij snel Algerijnse en Afrikaanse wedstrijden, vooral vanwege het ontbreken van concurrentie. In 1998 won Hassiba zowel de 800 m als de 1500 m op de Afrikaanse kampioenschappen. In datzelfde jaar maakte ze haar olympisch debuut op de Olympische Spelen van Seoel. Zowel op de 800 m als de 1500 m werd Hassiba uitgeschakeld in de eerste ronde.
De daaropvolgende jaren verbeterde ze stelselmatig haar persoonlijke records. In 1991 kende ze haar grote internationale doorbraak. Op 17 juli won ze de 800 m op de Golden League meeting in Rome. Nauwelijks twee maanden later zorgde Hassiba voor een primeur door als eerste Afrikaanse wereldkampioene op de 1500 m te worden (in 4.02,21).
Sindsdien werd ze vaak lastiggevallen door moslimfundamentalisten, die vonden dat Hassiba te veel van haar lichaam liet zien. Ze week uit naar Europa om daar verder te trainen.
Desondanks presteerde ze toch sterk op de Olympische Spelen van 1992 in Barcelona. Na een spannende race tegen Ljoedmila Rogatsjova werd ze olympisch kampioene op de 1500 m in een tijd van 3.55,30, meteen goed voor de 4e tijd ooit (op dat moment).
Het jaar nadien verliep minder voorspoedig, maar Boulmerka werd toch opnieuw wereldkampioene in Stuttgart. In 1994 benaderde Hassiba haar beste vormpeil, met overwinningen in de meetings van Zürich en Londen als resultaat.
In 1995 vertrok ze zonder enige overwinning op zak naar het WK in Göteborg, alwaar ze voor de verrassing zorgde door voor de tweede maal wereldkampioene te worden. Dit was meteen ook haar enige overwinning dat jaar.
Nadien nam ze nog deel aan de Olympische Spelen in Atlanta (1996), waar ze in de halve finale geblesseerd uitviel. Daarna slaagde ze er niet meer in om haar oude niveau te halen en zette in 1997 een punt achter haar atletiekloopbaan.

## Titels
- Olympisch kampioene 1500 m - 1992
- Wereldkampioene 1500 m - 1991, 1995
- Afrikaans kampioene 800 m - 1988, 1989
- Afrikaans kampioene 1500 m - 1988, 1989
- Pan-Arabisch kampioene 800 m - 1987, 1989
- Maghreb kampioene 800 m - 1986, 1990
- Maghreb kampioene 1500 m - 1990

## Persoonlijke records
| Onderdeel   | Prestatie                  | Datum            | Plaats            |
| ----------- | -------------------------- | ---------------- | ----------------- |
| 800 m       | 1.58,72 (nat. rec.)        | 17 juli 1991     | Rome              |
| 1000 m      | 2.35,92                    | 2 juli 1993      | Villeneuve-d'Ascq |
| 1500 m      | 3.55,30 (ex-AR; nat. rec.) | 8 augustus 1992  | Barcelona         |
| 1 Eng. mijl | 4.20,79 (ex-AR; nat. rec.) | 6 juli 1991      | Oslo              |
| 3000 m      | 8.56,16                    | 3 september 1993 | Brussel           |

## Prestaties

### 800 m
- 1986:  Maghreb kamp. - 2.13,91
- 1987:  Pan-Arabische kamp. - 2.10,19
- 1988:  Afrikaanse kamp. - 2.06,16
- 1989:  Pan-Arabische kamp. - 2.08,0
- 1989:  Afrikaanse kamp. - 2.06,8
- 1990:  Maghreb kamp. - 2.04,05
- 1991:  Grand Prix Finale - 2:01,25
- 1991:  Middellandse Zeespelen - 2.01,27
- 1993:  Middellandse Zeespelen - 2.03,86

### 1500 m
- 1988:  Afrikaanse kamp. - 4.12,14
- 1989:  Afrikaanse kamp. - 4.13,85
- 1990:  Maghreb kamp. - 4.21,48
- 1991:  Middellandse Zeespelen - 4.08,17
- 1991:  WK - 4.02,21
- 1992:  OS - 3.55,30
- 1993:  Middellandse Zeespelen - 4.11,09
- 1993:  WK - 4.04,29
- 1994:  Grand Prix Finale - 4.01,85
- 1994:  Wereldbeker - 4.01,05
- 1995:  WK - 4.02,42

### 1 Eng. mijl
- 1993: 5e Grand Prix Finale - 4.28,06
- 1997: 11e Grand Prix Finale - 4.53,11

### veldlopen
- 1986: 80e Veldlopen (lange afstand) - 16.10,6

1972: Ljoedmila Bragina ·
1976: Tatjana Kazankina ·
1980: Tatjana Kazankina ·
1984: Gabriella Dorio ·
1988: Paula Ivan ·
1992: Hassiba Boulmerka ·
1996: Svetlana Masterkova ·
2000: Nouria Mérah-Benida ·
2004: Kelly Holmes ·
2008: Nancy Langat ·
2012: Maryam Jamal ·
2016: Faith Kipyegon ·
2020: Faith Kipyegon ·
2024: Faith Kipyegon
1983 Mary Decker ·
1987 Tatjana Samolenko ·
1991 Hassiba  Boulmerka ·
1993 Liu Dong ·
1995 Hassiba  Boulmerka ·
1997 Carla Sacramento ·
1999 Svetlana Masterkova ·
2001 Gabriela Szabó ·
2003 Tatjana Tomasjova ·
2005 Tatjana Tomasjova ·
2007 Maryam Jamal ·
2009 Maryam Jamal ·
2011 Jennifer Simpson ·
2013 Abeba Aregawi ·
2015 Genzebe Dibaba ·
2017 Faith Chepngetich Kipyegon ·
2019 Sifan Hassan ·
2022 Faith Chepngetich Kipyegon ·
2023 Faith Chepngetich Kipyegon